# 이언 아미티지
이언 아미티지(영어: Iain Armitage, 2008년 7월 15일 ~ )은 미국의 배우이자 연극 평론가이다.

## 출연 작품
퍼피 구조대 더 무비 - 체이스 역
영셸든- 셸든역